# Felipe Ramírez de Arellano e Zúñiga
Felipe Ramírez de Arellano e Zúñiga foi Vice-rei de Navarra e Conde de Aguilar. Exerceu o vice-reinado de Navarra entre 1618 e 1620. Antes dele o cargo foi exercido por Alonso de Idiáquez de Butrón y Múgica. Seguiu-se-lhe Marquês de La Indiosa.